# Mazagon Dock Limited

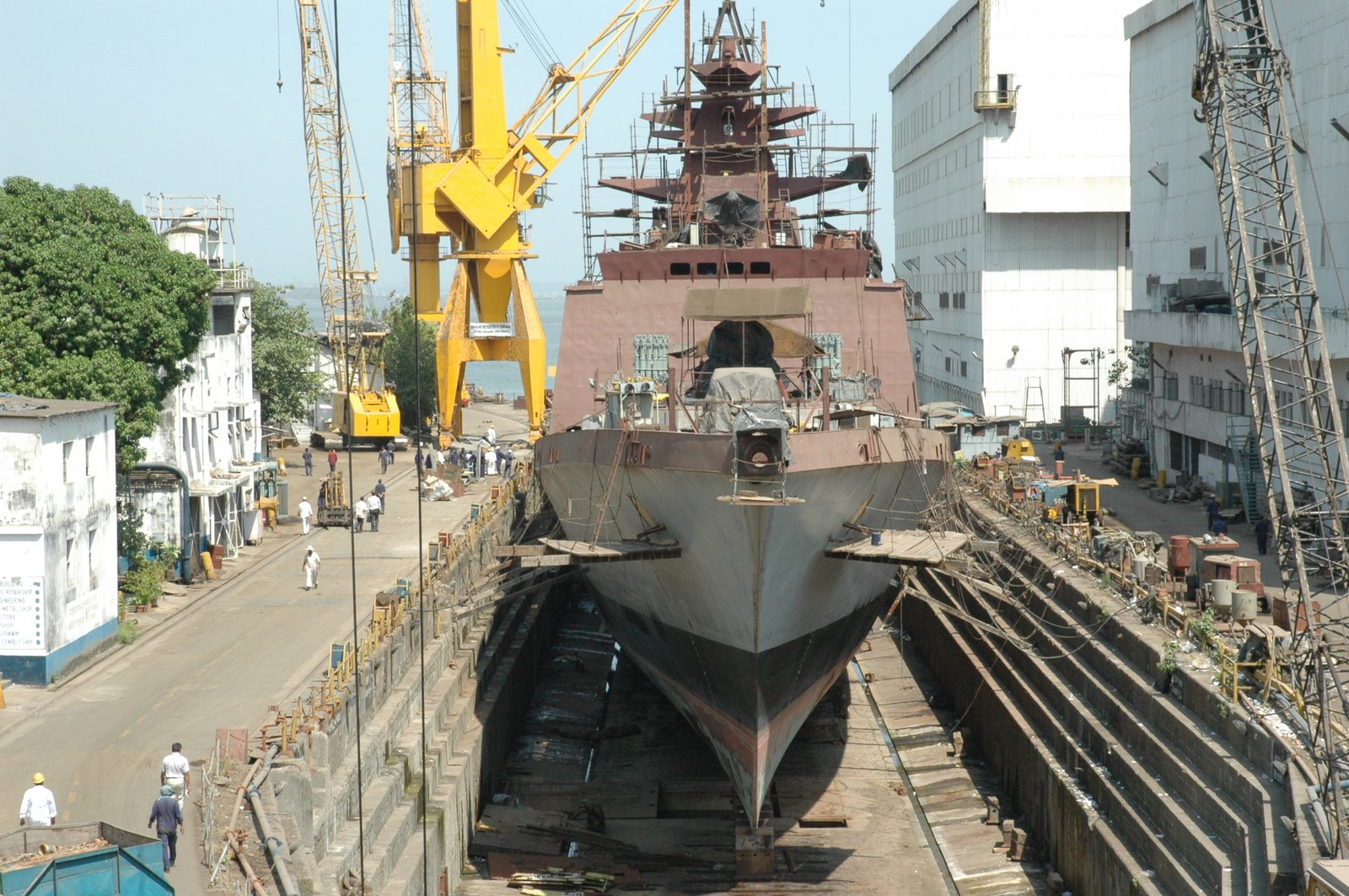
Stavba fregaty třídy Shivalik

Mazagon Dock Limited je indická státní loděnice pracující jak pro vojenský, tak civilní sektor. Sídlí na ostrově Mazagon v Bombaji. Je podřízena indickému ministerstvu obrany. Staví různé typy civilních, nebo válečných lodí a ponorek, včetně raketových torpédoborců a fregat. Od roku 1960 loděnice Mazagon Dock postavila 795 plavidel, včetně 25 válečných lodí.

## Historie
Historie společnosti sahá do roku 1774, kdy na ostrově Mazagon vznikla první malá loděnice. Tamní loděnice byla v soukromých rukou do svého zestátnění roku 1960. Postupně se stala jednou z nejdůležitějších indických loděnic a hlavním dodavatelem válečných lodí Indického námořnictva. Její první válečné lodě představovala série fregat třídy Nilgiri, z nichž první byla na vodu spuštěna roku 1968. Fregaty byly derivátem britské třídy Leander a v 80. letech na ně navázaly domácí výrazně přepracovaná třída Godavari. Na přelomu 80. a 90. let loděnice stavěla rovněž korvety třída Khukri a Veer. V polovině 80. let byla loděnice rozšířena o nová zařízení pro stavbu ponorek. Tehdy se jednalo o licenční německý typ 209. Roku 1991 loděnice zahájila stavbu svého prvního torpédoborce pro indické námořnictvo. Od té doby dodala několik sérií plavidel třídy Delhi a Kolkata, přičemž do roku 2024 má být dokončena stavba nejnovější třídy Visakhapatnam. Zapojena je také do stavby nejmodernějších fregat tříd Shivalik a Nilgiri. Ve druhé dekádě 21. století loděnice prošla modernizací a rozšířením. Od roku 2014 se její kapacita zvýšila z osmi na deset souběžně stavěných lodí a od roku 2016 z šesti na jedenáct souběžně stavěných ponorek.

## Hlavní projekty

### Torpédoborce

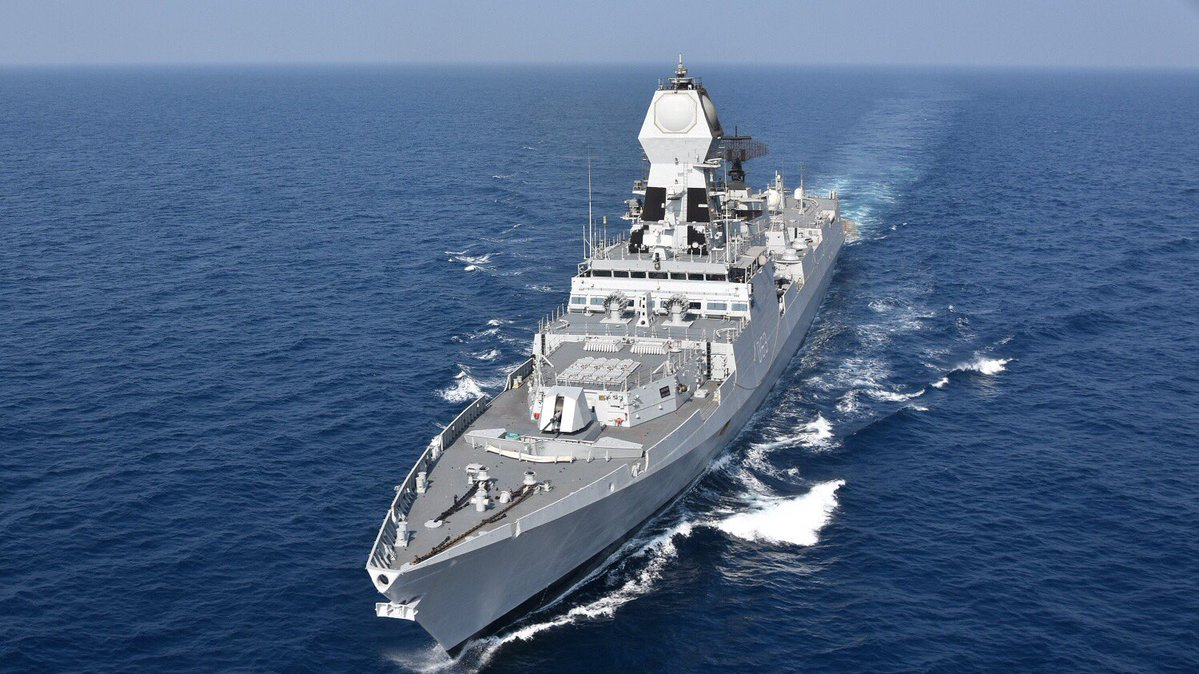
Torpédoborec Kolkata

- Třída Visakhapatnam
- Třída Kolkata
- Třída Delhi

### Fregaty

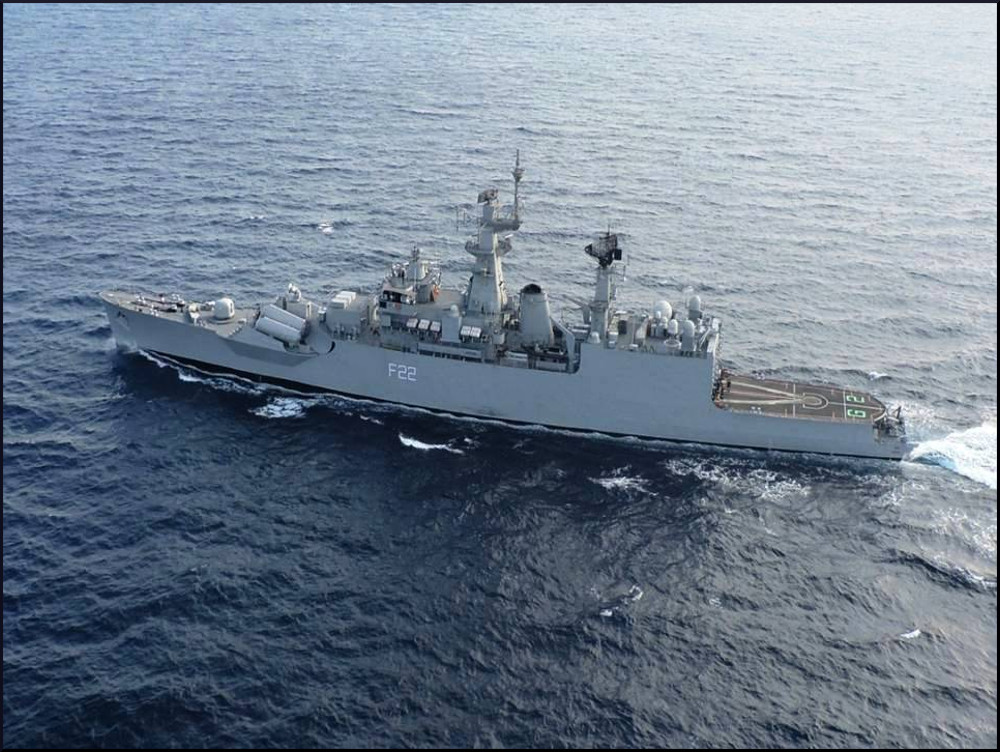
Fregata Ganga tříday Godavari

- Třída Nilgiri (2019)
- Třída Shivalik
- Třída Godavari
- Třída Nilgiri

### Korvety
- Třída Khukri
- Třída Veer

### Oceánské hlídkové lodě
- Next Generation Offshore Patrol Vessel (NGOPV) – objednány 2023[6]
- Třída Vikram

### Ponorky

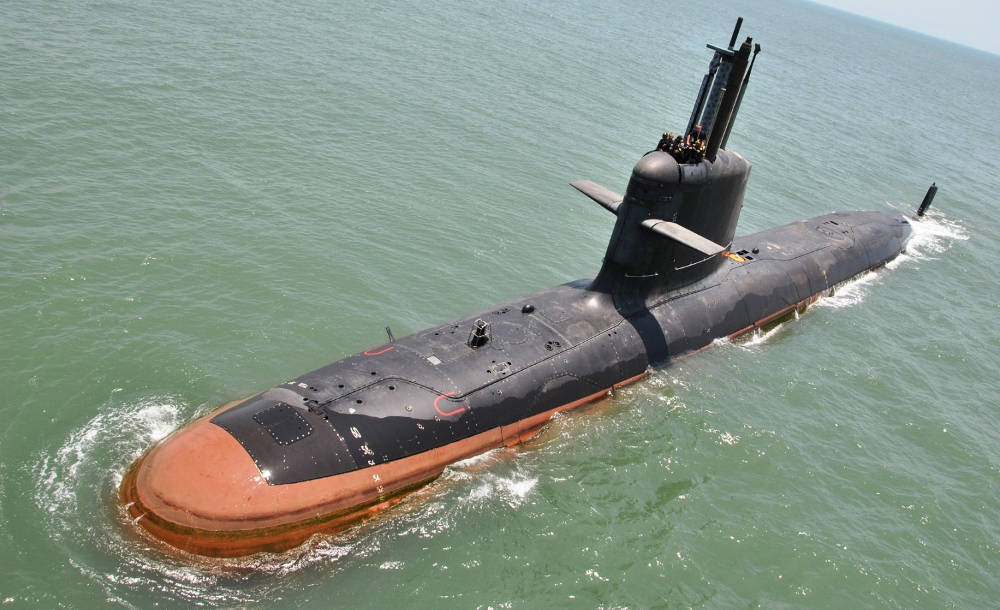
Ponorka Kalvari

- Třída Kalvari
- Třída Shishumar (Typ 209)

### Pomocné lodě

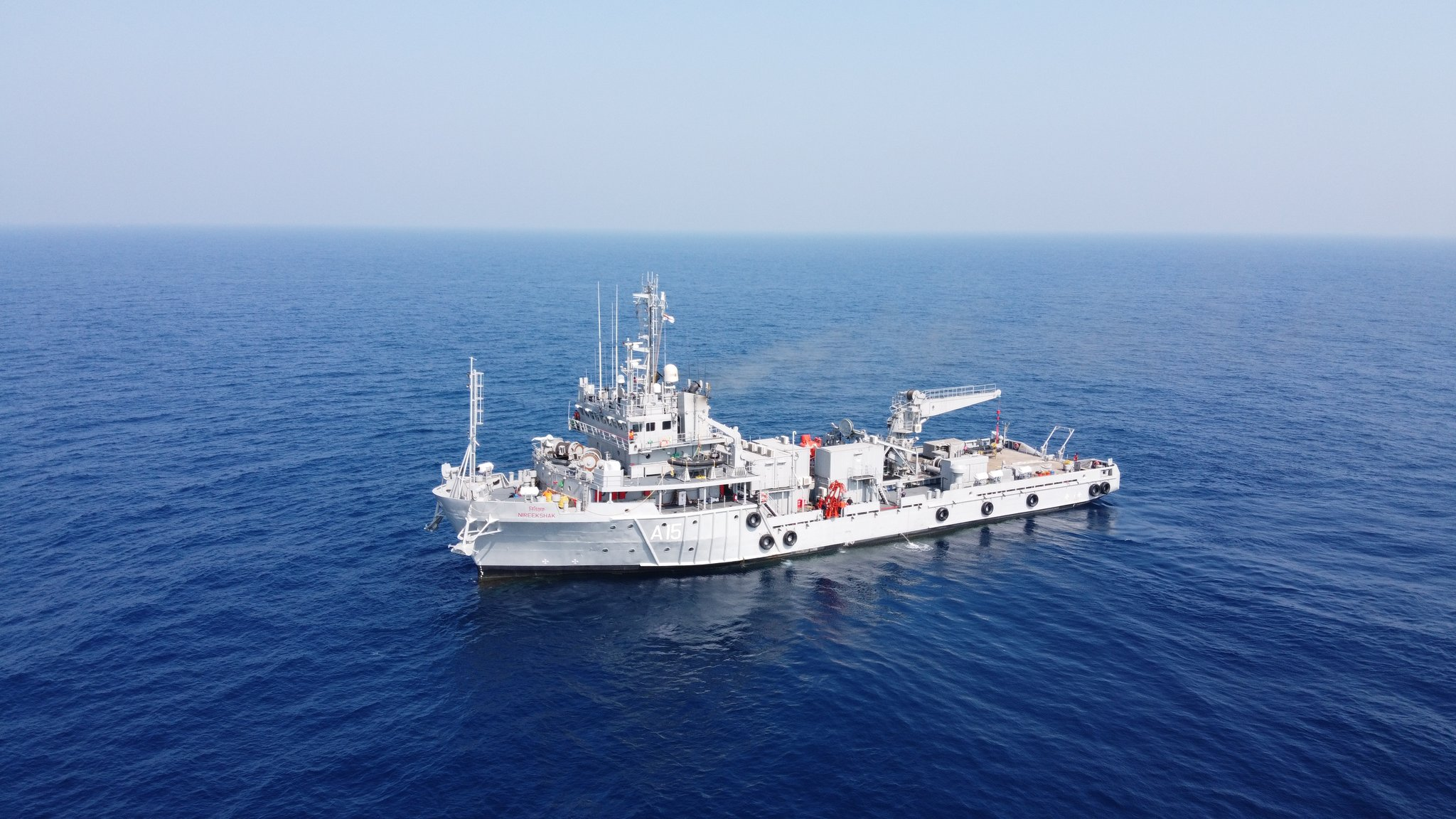
Potápěčská podpůrná loď Nireekshak

- INS Nireekshak (A15)